# Myllenyxis kuchingensis
Myllenyxis kuchingensis là một loài tò vò trong họ Ichneumonidae.